# Марсель (группа)
«Марсель» — поп-группа из Санкт-Петербурга, основанная в 2005 году Степаном Ледковым, Митей Блиновым и Евгением Бабенко. Авторы и исполнители песен «Сколько бы», «Туда где», «Эта песня для тебя», «Настроение осень», «Предубеждение и гордость», «Здравствуй, мам!», «Не отдам». Лауреаты премии «Золотой граммофон», номинанты премий телеканалов «Муз-ТВ», RU.TV, Musicbox.

## История
Группа «Марсель» была создана в 2005 году студентами Санкт-Петербургского Государственного Университета Культуры и Искусств (СПбГУКИ) вокалистом и автором всех песен группы Степой Ледковым, саксофонистом Митей Блиновым и клавишником Женей Бабенко. В тот момент в группе было 5 человек и название представляло собой аббревиатуру первых букв имен музыкантов, а последняя «Л» — означала «Live».
В 2007 году после победы во всероссийском конкурсе «Живи музыкой» с группой начал работать Сергей Жуков, возглавлявший жюри. Сотрудничество длилось меньше года, но за это время было записано несколько песен. 
В том же году группа приняла участие и выступила в финале телепроекта Первого канала «Пять звёзд» в Сочи, где в рамках тура «оригинальной песни» исполнила композицию «Мой новый город».
В 2008 году Степу пригласили на эпизодическую роль рядового Елина в фильм «Мы из будущего» Андрея Малюкова, а в саундтрек к фильму вошли две песни группы «Лучше нас здесь нет» (титровая) и «На юг».
В 2009 году группа выпустила свой первый клип на песню «Сколько бы». Видео музыканты снимали на собственные деньги, а роли в клипе сыграли друзья и поклонники группы. Песня и клип быстро разошлись по социальной сети ВКонтакте и уже тогда благодаря популярности коллектива в соц.сетях до эфиров на радио и телевидении музыкантов уже приглашали выступать с концертами в разные города страны. Осенью совместно с рэперами RP и Птахой была записана первая версия композиции «Настроение осень» и выпущен видеоклип на неё, в котором сыграла юная петербургская фотомодель Анна Павага.
В 2009 году «Марсель» подписали контракт с продюсерским центром корпорации PMI «Я — талант».
В 2010 году «Марсель» выпустили клип «Пропавшие без вести», в который вошли кадры с концерта группы в клубе «Зал Ожидания» в Санкт-Петербурге.
Клип «Туда где» весной 2010 снимал петербургский режиссёр Александр Игудин в местечке Массандра и на бывшей базе подводных лодок в Балаклавской бухте в Крыму, а главную героиню клипа музыканты выбрали с помощью конкурса в интернете.
В 2011 выпустили макси-сингл «Песни для тебя» накануне первого большого сольного концерта в Москве, который состоялся в клубе Milk Moscow. И сняли клип на композицию «Эта песня для тебя», в котором сыграли роли ведущая телеканала Муз-ТВ Маргарита Челмакова (Рита Че), телеведущая и финалистка «Фабрики звёзд 6» Юлия Лысенко и будущая жена солиста Катя Кляйн, которой посвящена эта песня.
В 2012 году «Марсель» выпустили дебютный альбом «Громче и ближе», в который вошли все известные песни группы и несколько новинок. На песню «Иди ко мне» был снят клип в духе LMFAO, главную роль в котором сыграла Айза Долматова. К песне «Настроение осень» лидер группы Степан Ледков написал новые куплеты и на поп-версию песни был снят клип, в котором эпизодическую роль сыграла его жена, находясь на последнем месяце беременности.
В 2013 году «Марсель» взяли в коллектив барабанщика, бас-гитариста и гитариста и полным составом записали «Живой альбом», презентовав его Live-программой в Санкт-Петербурге и Москве. В поддержку альбома было выпущено два клипа: «Время» и «Улыбается». Совместно с диджеями Радио Рекорд Slider & Magnit была записана композиция «Полетели в небеса».
Песни «Туда где» и «Как жаль» вошли в саундтрек ко второму сезону сериала «Молодёжка».
Степан Ледков и его жена Катя Кляйн (Ледкова) вошли в 10 самых романтичных пар Петербурга по версии журнала Собака.ru (2014).
В остросюжетном видео о трагической истории любви «Предубеждение и гордость» главные роли сыграли Кирилл Нагиев, сын актёра и телеведущего Дмитрия Нагиева и актриса Анна Пескова, известная по роли в сериале Первого канала «Тест на беременность». На съемочной площадке актёры погружались под лёд без дублеров, а безопасность обеспечивали опытные дайверы. Режиссёр клипа — Владимир Беседин. Данная видеоработа набрала на Youtube более 5 000 000 просмотров.
В 2015 году группа отметила десятилетие с программой «10 лет поем песни для тебя» в Петербурге в клубе A2 Green Concert и в Москве в клубе «Москва». Премьера запись юбилейного концерта состоялась на телеканале «Музыка Первого» в программе «Живое Дыхание» 6 февраля 2016 года.
В 2016 году группа выпустила альбом «О любви, печали и радости», главным синглом с которого стала композиция «Не отдам», записанная совместно с Artik & Asti на музыку и слова Степана Ледкова. Песню «Не отдам» в сольной версии и в полном живом составе группа представила в эфире шоу «Вечерний Ургант» на Первом канале.
В 2018 году группа выпустила клип на песню «Районами-кварталами», главную роль в котором сыграла Тата Бондарчук, невестка Фёдора Бондарчука. Видеоролик показали в кинотеатрах Санкт-Петербурга перед сеансами в рамках уникальной акции «музыкальная среда».
В 2021 году Марсель сюрпризом выступили на свадьбе актрисы Анастасии Калашниковой из сериала «Триада" на ТНТ», такой подарок придумал ведущий мероприятия Александр Петеров. Видео выступления завирусилось в интернете и набрало 4 миллиона просмотров. 
С 2020 года Степа Ледков стал постоянным членом жюри телепрограммы «Ну-ка, все вместе!», а в 2024 году записал совместный трек «Где ты» с финалисткой второго сезона Миланой Рахмановой.  
В 2020 году клип на песню «Улетим за моря» режиссера Егора Мясникова, продюсера клипа Игоря Кузнецова попал в short-лист Bucharest Film Awards — фестиваля, который проводится в Бухаресте, культовом городе Восточной Европы. В главных ролях: 9-летний вундеркинд Марк-Малик Мурашкин и добрейший дрессированный лабрадор Баля. А идею для клипа солисту и автору песни Степану Ледкову подкинул его друг, резидент Comedy Club, Илья Соболев.
18 марта 2022 года группа выступила в Дворце спорта «Юбилейный» с песней «Гранитный город» о любви к своему любимому городу Санкт-Петербургу на концерте в честь годовщины аннексии Крыма.
В сентябре 2022 года группа «Марсель» выступила на необычном гендер-пати у Останкинской телебашни, которая впервые в истории была подсвечена синим цветом в честь раскрытия пола ребёнка .
В клипе МАРСЕЛЬ на песню «Я буду здесь» (2024) одну из главных ролей исполнила актриса Катерина Шпица. Также видео появились участники группы Степа Ледков, Митя Блинов, Илья Пак и актрисы, в числе которых певица и блогер Виолетта Чиковани, актриса Снежанна Самохина, победительница шоу "Ну-ка, все вместе" Арпи Абкарян.
Осенью 2024 года группа выступила на Байконуре в рамках запуска космического корабля СОЮЗ МС-26 к МКС с тремя космонавтами на борту
В 2025 году группа отмечает 20-летие концертом со струнным оркестром и готовит трибьют-альбом.

## Альбомы
- 2012 — «Громче и ближе»[26]
- 2013 — «Живой альбом»[27]
- 2016 — «О любви, печали и радости»[28]
- 2019 — «Концерт для любимого города»[29]
- 2019 — «Дом бита»
- 2023 — «Принципы»[30]
- 2023 — «Принципы live»

## Синглы
| Год  | Название сингла                                               |
| ---- | ------------------------------------------------------------- |
| 2009 | RP, Марсель feat. Птаха — «Настроение Осень»                  |
| 2012 | Марсель & Анна Семенович — «За семью замками»                 |
| 2013 | Марсель feat. Artik — «Моя любовь»                            |
| 2013 | Slider & Magnit feat. Марсель — «Полетели в небеса»           |
| 2014 | Марсель «Герой»                                               |
| 2014 | Марсель «Как жаль»                                            |
| 2016 | Марсель & JuicyTrax — «По небу»                               |
| 2017 | Марсель feat. Krec & Юлианна Караулова — «Небо так любит нас» |
| 2017 | Марсель — «Районами-кварталами»                               |
| 2017 | Bahh Tee feat. Марсель — «Похитители любви»                   |
| 2018 | Марсель feat. Мохито — «Делать тебя счастливым»               |
| 2018 | Estradarada feat. Марсель — «Минимал»                         |
| 2019 | KREC feat. Марсель — «Пока горят»                             |
| 2019 | Андрей Резников, Марсель — «Пока горят»                       |
| 2019 | Farzani, Марсель — «Пока горят»                               |
| 2019 | Марсель — «Музыка»                                            |
| 2019 | Марсель — «Улетим за моря»                                    |
| 2021 | ЮДИ, Марсель — «Папа»                                         |
| 2021 | Марсель — «Псих»                                              |
| 2021 | Марсель — «Гранитный город»                                   |
| 2021 | Марсель — «Остановитесь»                                      |
| 2021 | Марсель — «Лето пролетело»                                    |
| 2021 | Gangsburg feat. Марсель — «И пусть говорят»                   |
| 2021 | Марсель — «Новогодняя»                                        |
| 2022 | Марсель, Gangsburg — «И пусть говорят»                        |
| 2022 | Zammer MC, Жора Князь, Марсель — «Марсель»                    |
| 2022 | Марсель — «Поколение Брата»                                   |
| 2022 | Марсель — «АББА»                                              |
| 2024 | Марсель — «Я буду здесь»                                      |
| 2024 | Марсель feat. ChipaChip «Люди»                                |
| 2024 | Brick Bazuka feat. Марсель «Дотянуться до звезды»             |
| 2025 | Юлиана Караулова feat. Марсель «Эта песня для тебя»           |
| 2025 | Милаша feat. Марсель «Где ты»                                 |

## Видеография
| Год  | Название клипа                                   |
| ---- | ------------------------------------------------ |
| 2008 | Сколько бы                                       |
| 2009 | Небо мои крылья                                  |
| 2009 | Настроение осень (уч. RP, Птаха)                 |
| 2010 | Туда где                                         |
| 2011 | Пропавшие без вести                              |
| 2011 | Эта песня для тебя                               |
| 2012 | Иди ко мне                                       |
| 2012 | Настроение осень                                 |
| 2013 | Улыбается                                        |
| 2013 | Время                                            |
| 2014 | Полетели в небеса (уч. Slider&Magnit)            |
| 2015 | Предубеждение и гордость                         |
| 2015 | Здравствуй, мам!                                 |
| 2016 | Не отдам (уч. Artik & Asti)                      |
| 2018 | Делать тебя счастливым (уч. Мохито)              |
| 2018 | Небо так любит нас (уч. Krec, Юлианна Караулова) |
| 2018 | ТЫ                                               |
| 2018 | Районами-кварталами                              |
| 2019 | Улетим за моря                                   |
| 2022 | По тонкому льду                                  |
| 2024 | Я буду здесь                                     |

## Награды и номинации
- Золотой граммофон 2009 (Санкт-Петербург) — статуэтка за песню «Сколько бы».
- Золотой граммофон 2010 (Санкт-Петербург) — статуэтка за песню «Туда где»[31].
- Премия Муз-ТВ 2011 — Номинация «Прорыв года».
- OE VIDEO MUSIC AWARDS 2011 (Латвия, Рига) — Награда «Самый стильный исполнитель»[32].
- Золотой граммофон 2011 (Санкт-Петербург) — статуэтка за песню «Эта песня для тебя».
- Золотой граммофон 2013 (Санкт-Петербург) — статуэтка за песню «Время»[33].
- Золотой граммофон 2014 (Санкт-Петербург) — статуэтка за песню «Герой».
- Золотой граммофон 2015 (Санкт-Петербург) — статуэтка за песню «Предубеждение и гордость».
- Премия RU.TV 2017 — Номинация «Лучший дуэт» за песню «Не отдам» feat. Artik & Asti.
- Премия MusicBox 2017 — Номинация «Дуэт года» за песню «Не отдам» feat. Artik & Asti[34].
- Золотой граммофон 2017 — статуэтка за песню «Не отдам»[35].